# 제임스 크롬웰
제임스 크롬웰(영어: James Cromwell, 1940년 1월 27일 ~ )은 미국의 배우이다.

## 출연 작품
- 꼬마돼지 베이브
- LA 컨피덴셜 - 더들리 리암 스미스 역
- 장군의 딸
- 아이 로봇
- 스파이더맨 3
- 스페이스 카우보이
- 비커밍 제인 - 미스터 오스틴 역
- 네 엄마가 동물들을 죽였다
- 토처드
- 더블유
- 임팩트
- 어 론리 플레이스 포 다잉
- 써로게이트
- 더 프로미스
- 마셜
- 쥬라기 월드: 폴른 킹덤 - 벤자민 록우드 역
- 시크릿 세탁소 - 조셉 데이비드 마틴 역
- 블랙 엠버러
- 레블 리지 - 판사 역